# Bathyplotes roseus
Bathyplotes roseus is een zeekomkommer uit de familie Synallactidae.
De wetenschappelijke naam van de soort werd in 1910 gepubliceerd door René Koehler & Clément Vaney.